# Beckeriella pseudoclypeata
Beckeriella pseudoclypeata är en tvåvingeart som beskrevs av Mercedes Lizarralde de Grosso 1991.
Beckeriella pseudoclypeata ingår i släktet Beckeriella och familjen vattenflugor. Inga underarter finns listade i Catalogue of Life.